# クリムゾングループ
合同会社クリムゾングループは、東京都港区にある企業である。

## 概要
企業代表者は楽天グループ株式会社の代表取締役会長兼社長である三木谷浩史。
1995年に日本興業銀行（現・みずほ銀行）を退職した三木谷が、コンサルティング会社として1996年2月16日に設立。その後この会社が母体となって、1997年2月7日に株式会社エム・ディー・エム（1999年6月に楽天株式会社へ、2021年4月1日に楽天グループ株式会社へ商号変更）を設立した。現在は楽天グループの再編により、三木谷家の個人資産管理会社となっている。
三木谷夫妻それぞれと並ぶ楽天グループの大株主であるほか、2014年までJリーグのヴィッセル神戸（クリムゾンフットボールクラブ）を保有していた（現在は楽天グループが保有している）。

## 沿革
- 1996年2月16日 - 株式会社クリムゾングループを設立[1]。
- 2004年1月5日 - 株式会社クリムゾンフットボールクラブ（ヴィッセル神戸）を設立。
- 2012年12月27日 - 株式会社から合同会社へ組織変更し、商号を合同会社クリムゾングループへ変更[1]。